# 엔터프라이즈 아키텍처
엔터프라이즈 아키텍처(Enterprise Architecture; EA)는 조직의 프로세스 및 정보 시스템 및 부서의 구조와 기능을 포괄적이고 정확한 방법으로 기술하는 방법이고, 이것을 통해 조직이 전략적 목표에 따라 행동하도록 방향을 제시하는 것이다. 정보기술(IT)와 관련이 깊지만, 사업 최적화도 관련이 깊고, 사업구조, 성과관리, 조직구조 아키텍처 등으로 불린다.
EA는 미국 연방 정부의 계획에 일반적으로 사용되는 방법으로 되어 있다. FEA(Federal Enterprise Architecture) 참조모델은 미국 연방 정부의 각 부분의 아키텍처 수립의 기본이 되고 있다. EA의 1차 목표는 비즈니스 전략을 인식하고 그것에 따라 IT 투자를 실행하는 것이다. 따라서 EA는 비즈니스 전략을 지원하는 기술에 대한 추적성을 확보한다.
BP, 인텔, 폭스바겐 그룹 등도 기업에 EA를 적용하여 사업의 효율성 및 생산성을 향상시켰다.
국내에서는 주로 ITA 또는 ITA/EA로 불리고 있다.
국내법상 EnterpriseArchitecture(EA)를 의무적으로 사용하게되어 있다.